# Central hidroeléctrica de Chivilingo

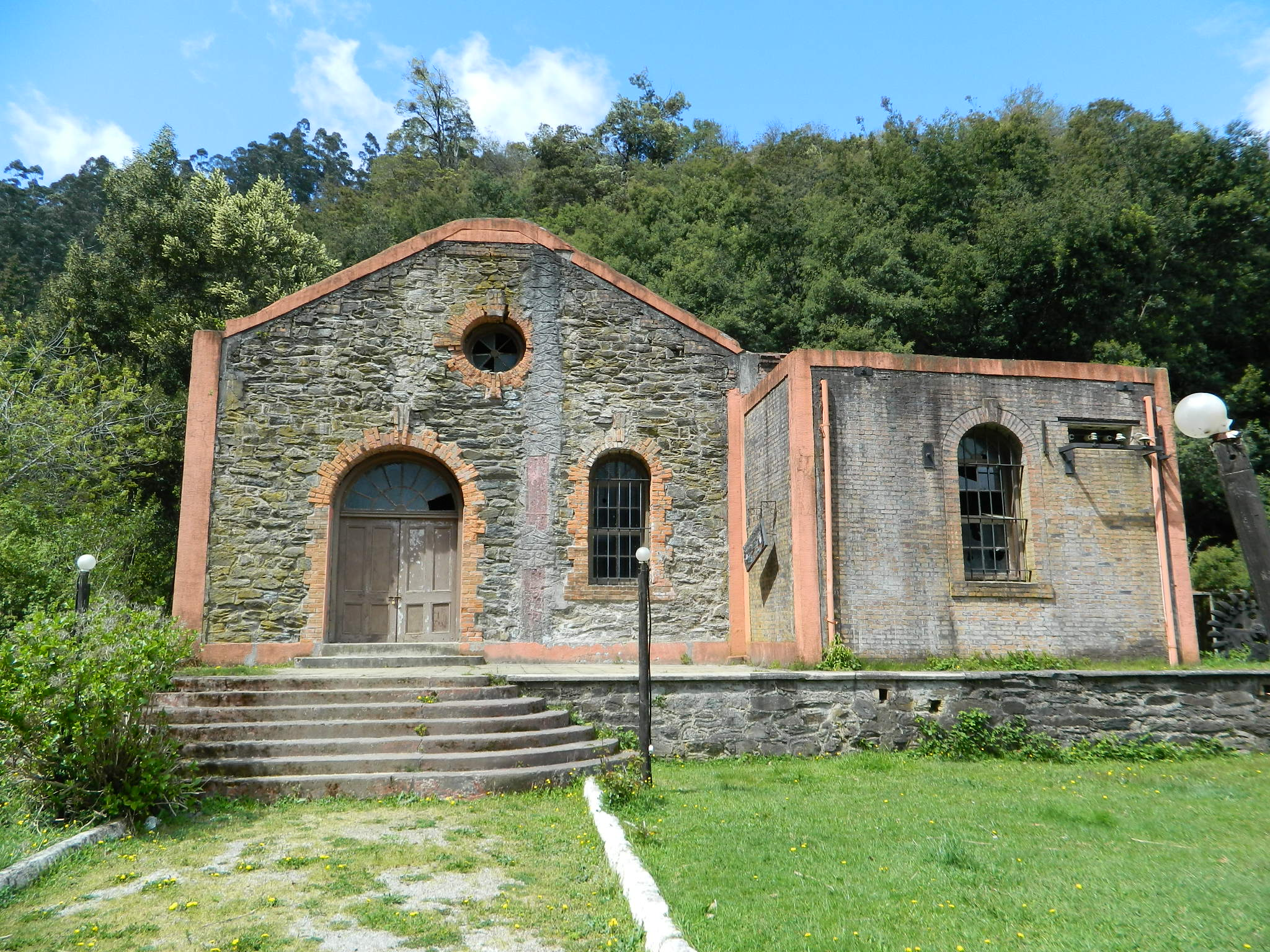
Central Hidroeléctrica Chivilingo 2012

La Central Hidroeléctrica de Chivilingo fue la primera central hidroeléctrica de Chile y la segunda en ser inaugurada en Sudamérica. Fue inaugurada en 1897, ubicándose a 14 kilómetros al sur de Lota, en la región del Biobío como parte de la Compañía Minera del Carbón de Lota. Actualmente en desuso, fue declarada Monumento Histórico el 6 de diciembre de 1990. En 2004, el Instituto de Ingenieros Eléctricos y Electrónicos (IEEE) la definió como «hito de la ingeniería mundial».

## Historia

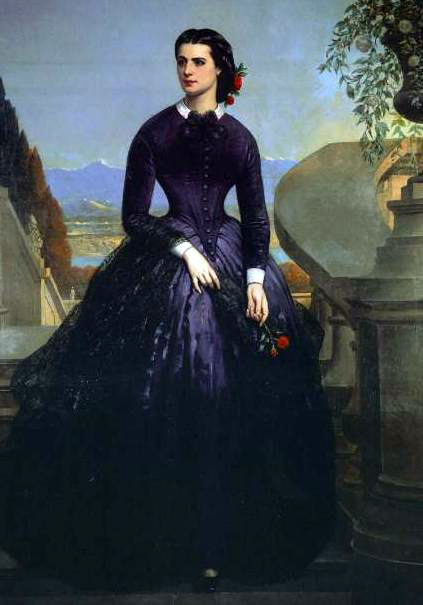
Isidora Goyenechea, impulsora de la central.

En 1895, la mina de Lota tenía 12 km de avance bajo tierra. La extracción del mineral hasta ese entonces se hacía con carretones que eran tirados por caballos. Este sistema solo podía ser reemplazado con trenes eléctricos.
Isidora Goyenechea decidió hacer realidad el sueño de su marido Luis Cousiño. Se trajo a un ingeniero inglés, William Raby, y la Central se construyó en el río Chivilingo de acuerdo a su proyecto. El equipamiento eléctrico fue provisto por Schuckert & Co., desde Nuremberg, Alemania; la Compañía Explotadora de Lota y Coronel, propiedad de los herederos de Cousiño, financió la obra, convirtiéndose en la planta de generación de energía hidroeléctrica pionera del país y el inicio de la producción de energías renovables en Chile para el sector eléctrico.
Veinte yuntas de bueyes trasladaron los equipos que llegaban en barco hasta el puerto de Lota y muchas gallinas aportaron sus huevos para la mezcla con conchillas y tierra del río, que reemplazaba al cemento que no existía en esa época. Las obras comenzaron en 1896 y la central fue inaugurada al año siguiente, transformándose en la primera de su tipo en Chile y la segunda de Sudamérica.
Emplazada en un terreno de poco más de cinco hectáreas, contaba con dos turbinas Pelton provistas con dos alternadores de 215 kilovatios cada uno (315 caballos de fuerza, 400 volts, y 360 amperes, 50 Hz). La energía era llevada a través de una línea de 10 kV de 10 kilómetros hasta el mineral de Lota, donde funcionaban varias subestaciones que transformaban y distribuían la electricidad, utilizada para accionar tanto máquinas de extracción y bombas, como el ferrocarril que extraía minerales desde una profundidad de 12 kilómetros bajo el mar.
Además de suministrar electricidad a las minas, base del desarrollo económico de la región, la central alimentaba a la ciudad de Lota e impulsó el desarrollo de otras industrias en la zona. En 1908, para prevenir los problemas de la falta de agua en verano, se instaló asimismo una planta de generación térmica. La planta, que formó parte del Sistema Interconectado Central de Chile llegando a generar 430 kWh, funcionó desde su inauguración hasta 1974. 
Cabe mencionar que la central hidroeléctrica Chivilingo fue funcional hasta 1997 con el cierre de las minas de carbón en Lota.
En 1998, la ciudad de Lota cedió la administración de la central, convertida en museo, a la Fundación Chile, lo que le permitió convertirse en una de las atracciones turísticas principales de la zona. El terremoto de febrero de 2010 hizo aumentar los deterioros en la estructura de la central, que entonces fue cerrada al público, aunque hay planes de restaurarla.
El valor histórico del proyecto permitió que en 1990 fuera declarado Monumento Histórico Nacional bajo el decreto 721, y en 2004 como Hito de la Ingeniería Mundial por parte del Instituto Mundial de Ingenieros Eléctricos.
En el año 2021 el Conjunto Minero de Lota, que incluye la mina Chiflón del diablo, el Parque Isidora Cousiño, el sector de Chambeque y la Central hidroeléctrica Chivilingo, ingreso a la lista tentativa del Estado Chileno, primer paso formal en la inclusión de un bien en la lista de Patrimonio Mundial Unesco